# Selektywna redukcja katalityczna
Selektywna redukcja katalityczna (ang. selective catalytic reduction – SCR) – technologia stosowana m.in. w silnikach Diesla, której główną zasadą jest zredukowanie w gazach wylotowych emisji cząstek stałych (PM) i redukcja zwiększonej emisji tlenków azotu (NOx).

## Przebieg procesu
Technologia SCR polega na przekształcaniu (redukowaniu) tlenków azotu w nietoksyczny azot i parę wodną w katalizatorze wykorzystującym amoniak jako reduktor. Ponieważ amoniak jest substancją niebezpieczną, zakres jego stosowania w transporcie drogowym jest ograniczony, a w pojazdach użytkowych stosuje się nietoksyczny, bezwonny 32,5% wodny roztwór mocznika (AdBlue). Pod kontrolą układu sterowania silnikiem roztwór mocznika, przechowywany w odrębnym zbiorniku, jest dozowany w pożądanych ilościach do strumienia gorących spalin. Pod wpływem wysokiej temperatury gazów wydechowych roztwór mocznika rozkłada się na amoniak i dwutlenek węgla. Amoniak reaguje następnie z tlenkami azotu tworząc wolny azot i parę wodną.

## Zastosowanie
SCR w oparciu o amoniak jest wykorzystywana w przemyśle energetycznym, w stacjonarnych silnikach dieslowskich oraz na statkach. Proces SCR na bazie mocznika lub jego wodnego roztworu o różnych stężeniach jest stosowany m.in. w samochodowych silnikach Diesla. Pierwsze zastosowania SCR na większą skalę miały miejsce w latach 70. w Japonii przez firmę IHI.

## Wytyczne UE ws. emisji spalin przez pojazdy
Jednym z istotnych problemów dotyczących zanieczyszczeń powietrza jest m.in. emisja NOx (czyli NO i NO2). Tlenki azotu NO i NO2 jako składniki spalin i gazów wydechowych są zagrożeniem dla środowiska naturalnego. Unia Europejska wypracowała szczegółowe normy określające możliwy poziom emisji spalin (w tym NOx), w zależności od typu pojazdu i silnika. W latach 2008–2013 na terenie UE obowiązywał europejski standard emisji spalin Euro V (dla samochodów o masie nieprzekraczającej 2610 kg z możliwością rozszerzenia tego zakresu na wniosek producenta do masy 2840 kg). Jej podstawowe założenia ws. dopuszczalnych emisji:
Pojazdy wyposażone w silniki Diesla:
- tlenek węgla 500 mg/km,
- cząstki stałe: 5 mg/km,
- tlenki azotu (NOx): 180 mg/km,
- łączna masa węglowodorów i tlenków azotu: 230 mg/km.

Pojazdy zasilane benzyną, gazem ziemnym lub gazem płynnym:
- tlenek węgla: 1000 mg/km,
- węglowodory niemetanowe: 68 mg/km,
- suma węglowodorów: 100 mg/km,
- tlenki azotu (NOx): 60 mg/km,
- cząstki stałe (jedynie dla pojazdów wyposażonych w silniki z wtryskiem bezpośrednim): 5 mg/km[6].

Z dniem 1 stycznia 2014 r. weszły w życie nowe normy emisji spalin Euro VI dla samochodów ciężarowych. Parlament Europejski ustanawia coraz ostrzejsze przepisy prawne, jeśli chodzi o dopuszczalne emisje spalin.
| Norma emisji | Data wprowadzenia | Dopuszczalny poziom NOx (mg/kWh) |
| ------------ | ----------------- | -------------------------------- |
| Euro III     | 2000              | 5000                             |
| Euro IV      | 2005              | 3500                             |
| Euro V       | 2008              | 2000                             |
| Euro VI      | 2014              | 400                              |

Kolejne regulacje wymagają sukcesywnej redukcji ilości tlenków azotu (NOx) i cząstek stałych (PM) oraz węglowodorów. Dzięki normie Euro VI układ oczyszczania spalin powinien działać prawidłowo przez okres 7 lat lub przez 700 tys. km.; większa powinna być też trwałość i skuteczność urządzeń nadzorujących emisję zanieczyszczeń.
Aby spełnić powyższe normy emisji spalin sektor środków transportu poszedł w kierunki technologii SCR – selektywnej redukcji katalitycznej, która ze względu na oczekiwania producentów silników pozwala na osiągnięcie celu, jakim jest redukcja zanieczyszczeń przy utrzymaniu osiągów silnika. W samochodach ciężarowych został zainstalowany dodatkowy zbiornik na roztwór mocznika 32,5%, który pod wysokim ciśnieniem jest wtryskiwany bezpośrednio do katalizatora gazów spalinowych. W ten sposób następuje redukcja szkodliwych gazów spalinowych powodujących efekt cieplarniany oraz kwaśne deszcze.
Metoda ta jest akceptowana przez producentów silników spalinowych, a jej kombinacja z układem recyrkulacji spalin (EGR, ang. Exhaust Gas Recirculation) ma poparcie producentów samochodów ciężarowych jako spełniająca kolejne, bardziej restrykcyjne, normy emisji spalin.
Dzięki zastosowaniu technologii SCR z użyciem roztworu mocznika 32,5% (AdBlue) tlenki azotu (NOx) zostają rozłożone na azot i wodę. Przyjmuje się, że zużycie roztworu mocznika 32,5% stanowi 4-5% w stosunku do zużycia paliwa, w przypadku normy Euro IV, oraz 6% w przypadku Euro V, czyli na 100 km potrzebne jest około 1,7 litra roztworu mocznika 32,5%.

## Wytyczne UE ws. emisji spalin przemysłowych
Aktualna dyrektywa IED ustanawia maksymalny próg emisji NOx na poziomie 200 mg NO2/m³ (6% O2) z instalacji spalających węgiel o mocy cieplnej większej niż 100 MW. Na chwilę obecną kwestie emisji NOx przez obiekty przemysłowe w Polsce są opisane w Rozporządzeniu Ministra Środowiska z 22 kwietnia 2011 r.. Od 1 stycznia 2016 r. polskie przedsiębiorstwa zostały objęte unijnymi standardami emisji NOx.